# Anantapur, Athni
Anantapur là một làng thuộc tehsil Athni, huyện Belgaum, bang Karnataka, Ấn Độ.